# نیکولای پودرامگی
نیکولای پودرامگی (استونیایی: Nikolai Põdramägi؛ زادهٔ ۷ ژانویهٔ ۱۹۴۴)  سیاستمدار و نماینده سابق مجلس اهل استونی است.